# Amomum bicornutum
Amomum bicornutum là một loài thực vật có hoa trong họ Gừng. Loài này được Henry Nicholas Ridley mô tả khoa học đầu tiên năm 1916.

## Phân bố
Loài này có ở dãy núi Nassau (dãy núi Sudirman) trong tỉnh Papua, miền tây đảo New Guinea, thuộc Indonesia.